# 아가리미치촌
아가리미치촌(上道村)은 돗토리현 아이미군·사이하쿠군에 있던 촌이다. 현재의 사카이미나토시 아가리미치정에 해당한다.